# Ne valjaj duraka
Ne valjaj duraka (russisk: Не валяй дурака...) er en russisk spillefilm fra 1997 af Valerij Tjikov.

## Medvirkende
- Mikhail Jevdokimov som Filimon
- Lev Durov
- Valerij Zolotukhin som Vanja Taratakin
- Olga Ostroumova som Polina
- Vladimir Kasjpur